# Società dei sacerdoti di San Giacomo
La Società dei sacerdoti di San Giacomo (in latino Societas Presbyterorum Sancti Iacobi, in francese Société des Prêtres de Saint-Jacques) è una società clericale di vita apostolica di diritto pontificio: i sodali della compagnia pospongono al loro nome la sigla P.S.J.

## Storia
Benché l'istituto sia sorto solo a metà del XX secolo, le sue origini risalgono al 1860, quando la Santa Sede stipulò un concordato con il governo di Haiti: papa Pio IX raccomandò di reclutare i missionari per l'isola caraibica tra il clero bretone e nominò un sacerdote di Brest, Martial-Guillaume-Marie Testard du Cosquer, primo vescovo di Port-au-Prince. Il vescovo cercò collaboratori tra i seminaristi bretoni e nel 1864 lo raggiunsero 13 sacerdoti.
Per assicurarsi che l'invio di missionari fosse regolare, Testard du Cosquer si affidò inizialmente agli spiritani, poi fondò il seminario di Saint-Jacques a Landivisiau, in diocesi di Quimper: tale istituto fungeva da seminario diocesano e il clero formatovisi era incardinato nelle diocesi di Haiti.
Il 4 ottobre 1953 la Congregazione per i religiosi autorizzò i chierici del seminario a costituirsi in società di vita comune senza voti e nel 1966 si ebbe l'erezione canonica della compagnia. La Società dei sacerdoti di San Giacomo è stata elevata a istituzione di diritto pontificio il 6 giugno 1997.
Quando il dittatore François Duvalier, nel 1960, espulse i missionari francesi da Haiti, alcuni sacerdoti iniziarono a dedicarsi all'apostolato in Paraná (Brasile), dando inizio alla diffusione internazionale della congregazione.

## Attività e diffusione
I sacerdoti di San Giacomo collaborano nell'apostolato missionario con il clero delle diocesi dove svolgono il loro ministero.
Sono presenti in Francia, Brasile e Haiti; la sede generalizia è a Landivisiau, in Bretagna.
Al 31 dicembre 2008 la società contava 6 case e 83 membri, 63 dei quali sacerdoti.